# Heliophobius argenteocinereus
Genre
Espèce
Statut de conservation UICN

 LC  : Préoccupation mineure
Le Grand Rat-taupe (Heliophobius argenteocinereus) est une espèce de mammifère rongeur de la famille des Bathyergidae. Il s'agit de la seule espèce du genre Heliophobius. Ce rat-taupe vit dans le centre et dans l'est de l'Afrique.
L'espèce a été décrite pour la première fois en 1846 par le zoologiste allemand Wilhelm Peters (1815-1883), de même que le genre Heliophobius.

## Liste des sous-espèces
Selon Mammal Species of the World (version 3, 2005)  (28 déc. 2012) :
- sous-espèce Heliophobius argenteocinereus albifrons
- sous-espèce Heliophobius argenteocinereus angonicus
- sous-espèce Heliophobius argenteocinereus argenteocinereus
- sous-espèce Heliophobius argenteocinereus emini
- sous-espèce Heliophobius argenteocinereus kapiti
- sous-espèce Heliophobius argenteocinereus marungensis
- sous-espèce Heliophobius argenteocinereus mottoulei
- sous-espèce Heliophobius argenteocinereus robustus
- sous-espèce Heliophobius argenteocinereus spalax

### Pour le genre
- (en) Mammal Species of the World (3e  éd., 2005) :  Heliophobius   Peters, 1846 (consulté le 28 décembre 2012)
- (en) Catalogue of Life : Heliophobius Peters, 1846 (consulté le 6 avril 2023)
- (fr + en) ITIS : Heliophobius  Peters, 1846 (consulté le 28 décembre 2012)
- (en) Animal Diversity Web : Heliophobius (consulté le 28 décembre 2012)
- (en) NCBI : Heliophobius (taxons inclus) (consulté le 28 décembre 2012)
- (en) UICN : taxon  Heliophobius  (consulté le 6 janvier 2023)